# 小南乳魚
小南乳魚（学名：Galaxias parvus）為輻鰭魚綱胡瓜魚目南乳魚科的其中一種。分布澳洲東南部及塔斯馬尼亞島，體長可達10公分，棲息在水淺、寬敞且長滿植物的水域，屬肉食性，以昆蟲及其幼蟲為食。
其种加词“Parvus”意为“小的”。